# Olaf Meinen

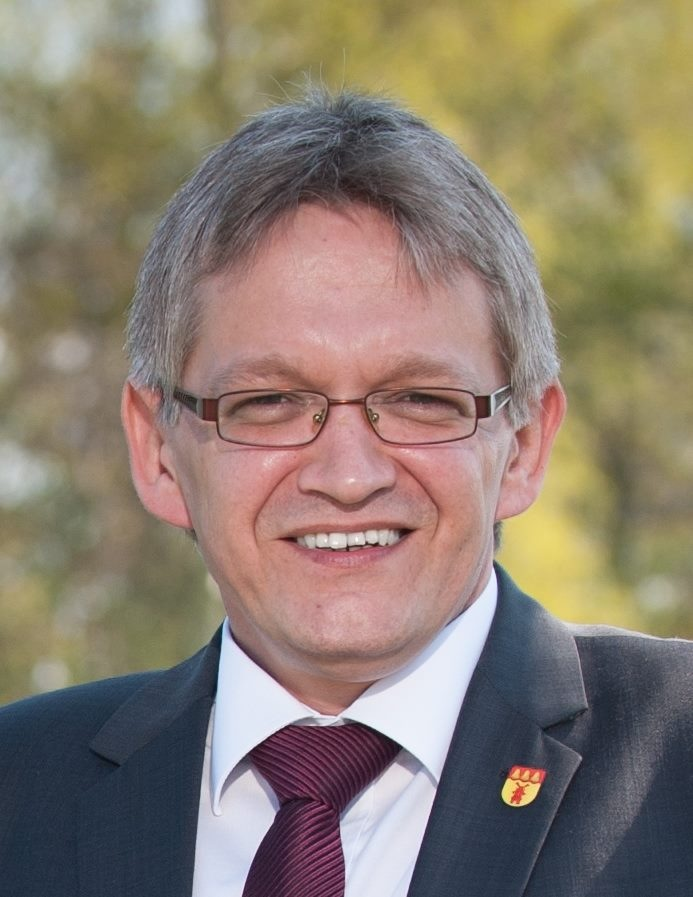
Olaf Meinen (2014)

Olaf Meinen (* 16. Oktober 1967 in Leer (Ostfriesland)) ist ein parteiloser deutscher Kommunalpolitiker. Er war von 2006 bis 2019 Bürgermeister der ostfriesischen Gemeinde Großefehn. Seit 1. November 2019 ist er amtierender Landrat im Landkreis Aurich.

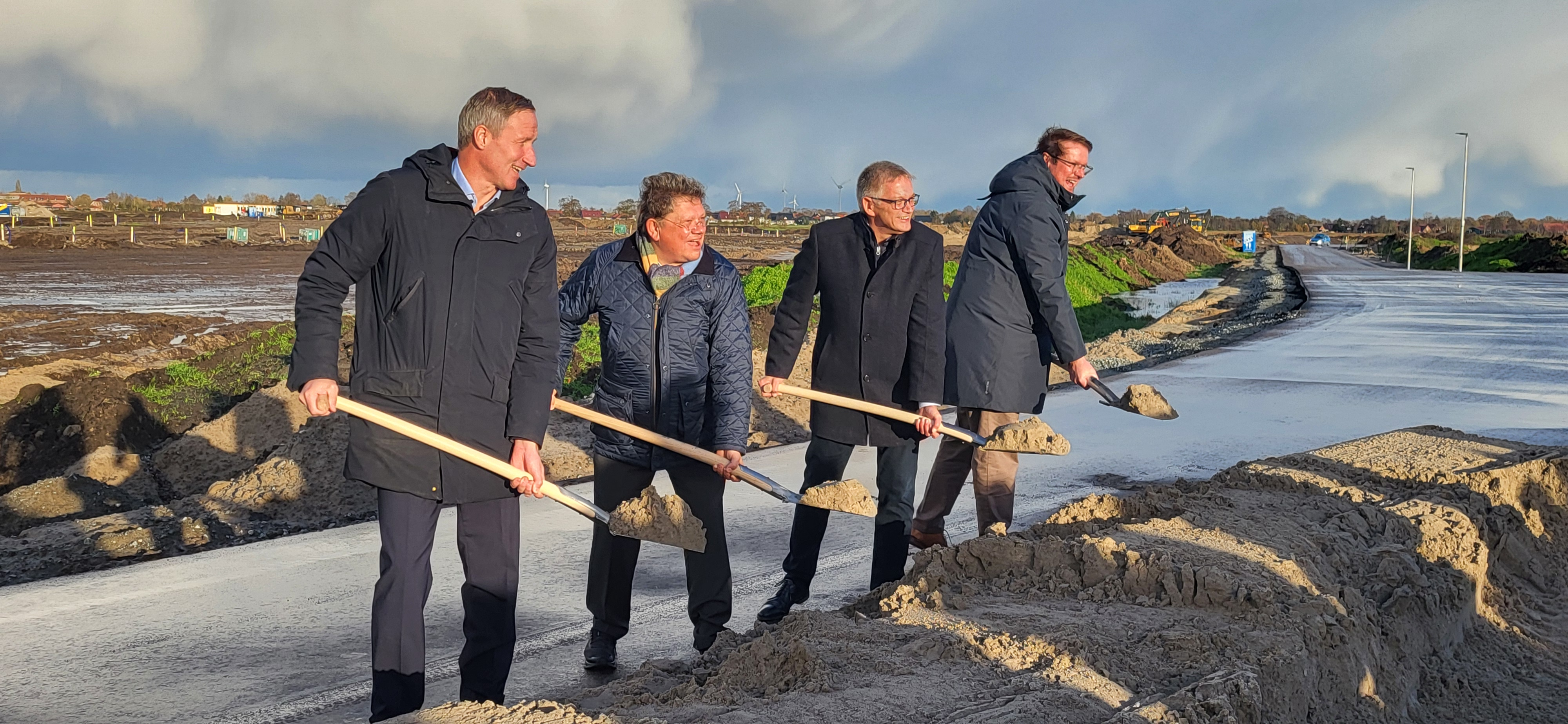
Olaf Meinen (Dritter von links) beim Ersten Spatenstich für die Zentralklinik Georgsheil

## Werdegang
Von 1986 bis 1988 absolvierte Meinen eine Ausbildung zum Verwaltungsfachangestellten bei der Gemeinde Großefehn. Von 1988 bis 2000 arbeitete er beim Landkreis Leer, zuletzt als Leiter der Ausländerbehörde. 2000 kehrte er als Leiter des Ordnungs- und Sozialamtes nach Großefehn zurück. 2004 wurde er Teamleiter der Arbeitsvermittlung der ArGe Aurich. Nebenberuflich bildete er sich dabei zum Verwaltungs-Betriebswirt weiter.
2006 wurde er im ersten Wahlgang  mit 53,78 Prozent der Stimmen zum hauptamtlichen Bürgermeister der Gemeinde Großefehn gewählt. Dabei verwies er den SPD-Kandidaten Dieter Rogge, den CDU-Kandidaten Siebelt Fohrden, den Kandidaten der Bürgerliste Hans Freese und den parteilosen Dieter Ulferts auf die Plätze. Mit 91,3 % erzielte Olaf Meinen am 25. Mai 2014 das zweitbeste niedersächsische Wahlergebnis bei seiner Wiederwahl bis 2021.
Ebenfalls im ersten Wahlgang wurde Meinen am 26. Mai 2019 zum Landrat des Landkreises Aurich gewählt. Er setzte sich dabei mit 53,5 Prozent der Stimmen gegen den Amtsinhaber Harm-Uwe Weber (SPD) und den parteilosen Bernd Iken durch.
Meinen steht zusammen mit dem Oberbürgermeister Emdens Tim Kruithoff der Gesellschaft ANEVITA vor, die mit der Planung und dem Bau der Zentralklinik Georgsheil eines der größten öffentlichen Hochbauprojekte Niedersachsens verantwortet.
Meinen ist seit 1992 verheiratet und hat zwei Kinder.